# Broder John
Broder John, artistnamn för Johan Bäckström, född 24 juli 1990, är en svensk musikartist, producent, arrangör och skivbolagsägare från Umeå. Broder John grundade, tillsammans med Erik Friman (Fricky) och Simon Lundgren kreatörskollektivet Hoopdiggas, och driver det idag som sitt eget skivbolag och klädmärke. Broder John är också grundare och konstnärlig ledare för musikfestivalen Powerpose FM.

## Biografi
Broder John började sin musikkarriär som ena halvan av rapduon Broder John & Friman, tillsammans med Erik Friman. Som duo släppte de bland annat albumen Mästerbotten (debut-EP:n) och Mauro. Broder John släppte sitt solodebutalbum "Cool" 2016, uppföljaren "DRIFT" 2021 och tredje skivan "Följ inte mig" kom 2024. Följ inte mig nominerades till "Årets album" på P3 Guld 2024. 
2021 medverkade han, som första artist på svenska någonsin, på COLORSXSTUDIOS med låten WIKIFLOW.

## Diskografi
Singlar
- 2016 - "Vem är du" med Olle Grafström
- 2018 - ”21 g (herregud)” med Nebay Meles
- 2018 - ”För oss” med Ayla
- 2021 - ”DRIFT"
- 2021 - ”GENOM ALLT” med Ikhana
- 2021 - ”Ändras” med Ayla
- 2021 - ”WIKIFLOW - A COLORS SHOW”
- 2022 - ”Ensam” med Ayla
- 2022 - ”Timmar”
- 2023 - "Mellan slagen" med Dina Ögon
- 2024 - "Allt som känns / Vissa rosor"
- 2024 - "Vågorna" med Anna Ahnlund
- 2024 - "Allt vi inte pratar om"

Album
- 2016 - "Cool"
- 2021 - "DRIFT"
- 2024 - "Följ inte mig"